# That that is is that that is not is not is that it it is
That that is is that that is not is not is that it it is é uma sequência de palavras em inglês que demonstra ambiguidade sintática. É usado como um exemplo que ilustra a importância da pontuação adequada.
A sequência pode ser entendida como qualquer uma das quatro sequências gramaticalmente corretas, cada uma com pelo menos quatro sentenças discretas, adicionando pontuação:
That that is, is. That that is not, is not. Is that it? It is.

That that is, is that that is. Not is not. Is that it? It is.
That that is, is that that is not. Is not "is that" it? It is.

That that is, is that that is not, "is not." Is that it? It is.
Os dois primeiros relacionam um provérbio filosófico simples no estilo de Parmênides que tudo o que é, é, e que qualquer coisa que não existe não é. A frase foi anotada no Dicionário de Frase e Fábula de Brewer.
Essa frase apareceu em 1968 no filme norte-americano Charly (filme), escrito para demonstrar a pontuação a professora do personagem principal Charly, em uma cena para demonstrar que a operação cirúrgica do mesmo para tornar o personagem mais inteligente havia sido bem-sucedida.